# Água de bromo

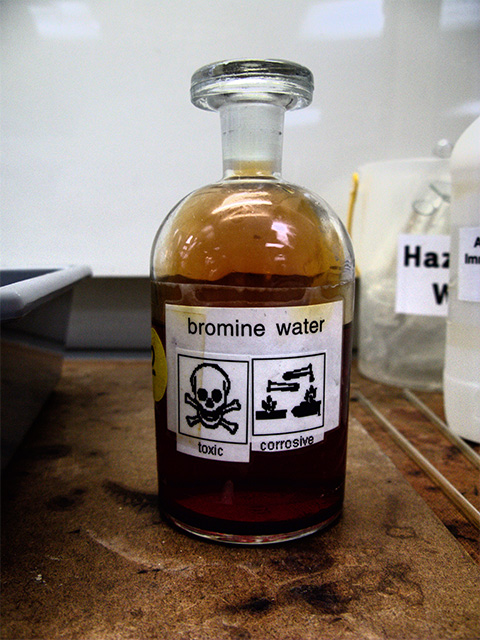
Água de bromo, Br_{2}

Água de bromo é uma mistura oxidante, marrom intensa contendo bromo diatômico (Br2) dissolvido em água (H2O). É frequentemente usada como um reativo em ensaios químicos de reconhecimento para substâncias que reagem com bromo em um ambiente aquoso com o mecanismo de halogenação, principalmente compostos de carbono insaturados (compostos de carbono com 1 ou mais ligações duplas ou triplas). Os compostos mais comuns que reagem bem com água de bromo são fenóis, alcenos, enóis, o grupo acetila, anilina e glicose. Além disso, a água de bromo é comumente usada para testar a presença de um alceno que contém uma ligação covalente dupla, reagindo com a água de bromo, mudando sua cor de um amarelo intenso para uma solução incolor. A água de bromo também é comumente usada para verificar a presença de um grupo aldeído em compostos. Nessa reação, a cor da água de bromo é alterada de incolor para amarelo (processo de oxidação).